# Hoàng Trung Thông
Hoàng Trung Thông (1925-1993), bút danh khác: Đặc Công, Bút Châm, là một gương mặt thơ tiêu biểu có vị trí đại diện cho nền thơ cách mạng của nước Việt Nam mới; nguyên Tổng biên tập Báo Văn nghệ Hội Nhà văn Việt Nam; nguyên Giám đốc Nhà xuất bản Văn học; nguyên Vụ trưởng Vụ Văn nghệ thuộc Ban Tuyên huấn Trung ương, nguyên Viện trưởng Viện Văn học (1976-1985). Ông được truy tặng Giải thưởng Nhà nước về Văn học Nghệ thuật (năm 2001) và Giải thưởng Hồ Chí Minh về văn học - nghệ thuật (năm 2022).

## Cuộc đời
Hoàng Trung Thông sinh ngày 5 tháng 5 năm 1925 tại xã Quỳnh Đôi, huyện Quỳnh Lưu, tỉnh Nghệ An, Việt Nam. Thuở nhỏ ông theo học chữ Hán và được coi như một thần đồng nổi tiếng khắp vùng. Đến năm 12 tuổi, ông theo học trường Quốc Học Vinh, một trong những trường danh giá thời bấy giờ. Sớm thoát ly tham gia cách mạng trong phong trào Việt Minh, trong Kháng chiến chống Pháp ông từng cùng Hải Triều, Lưu Trọng Lư, Chế Lan Viên lãnh đạo Hội văn nghệ Khu IV.
Từ 1945 cho đến cuối đời, bên cạnh sáng tác thi ca và nghiên cứu lý luận, phê bình văn học, viết thư pháp, Hoàng Trung Thông đảm nhiệm các chức trách quan trọng như cán bộ văn nghệ của khu ủy Liên khu IV, tỉnh ủy viên tỉnh ủy Nghệ An, Ủy viên Tiểu ban Văn nghệ Trung ương; Thư ký tòa soạn Tạp chí Văn nghệ thuộc Hội Văn nghệ Việt Nam; Tổng biên tập báo Văn nghệ, báo Tác phẩm mới của Hội Nhà văn Việt Nam; Giám đốc Nhà xuất bản Văn học, Vụ trưởng Vụ Văn nghệ thuộc Ban Tuyên huấn Trung Ương và Viện trưởng Viện Văn học (giai đoạn 1976-1985).
Hoàng Trung Thông mất ngày 4 tháng 1 năm 1993 do bệnh phổi và bệnh gan tại Hà Nội. Mặc dù giữ nhiều trọng trách trong văn nghệ nhưng cả đời ông sống nghèo nàn, thanh bạch. Cuối đời, ông thường nói một mình trong đêm với tượng Lý Bạch, Lỗ Tấn, Pushkin.

## Sự nghiệp
Trong các thi sĩ Việt Nam của Thế kỷ 20, Hoàng Trung Thông là người có học vấn uyên bác. Thơ ca của ông giúp con người sống tốt hơn, tâm hồn trong sạch hơn, đánh thức tình yêu với con người, nỗ lực đấu tranh vì những lý tưởng nhân đạo và sự tiến bộ của con người. Thơ Hoàng Trung Thông ảnh hưởng mạnh mẽ và tác động tới đời sống nhiều thế hệ. Nhà nghiên cứu - giáo sư Phan Ngọc đã từng viết về ông: "Trong thâm tâm, anh là con người nhỏ bé, của những con người nhỏ bé. Trong thơ, anh chỉ là nhà thơ của những người nhỏ bé" và "Chỉ có một Hoàng Trung Thông nhỏ bé, không hài lòng với chính mình. Đó là cái lớn của Hoàng Trung Thông".
Ông viết nhiều bài nghiên cứu, phê bình văn học, giới thiệu thơ Chu Văn An, Nguyễn Đình Chiểu, Đỗ Phủ, Lục Du, Puskin, Xuân Diệu, Chế Lan Viên v.v.

## Tác phẩm chính

### Tiểu luận phê bình
- Chặng đường mới của văn học chúng ta (1961)
- Cuộc sống thơ và thơ cuộc sống (1979)
- Những người thân những người bạn

### Thơ ca
- Quê hương chiến đấu (1955)
- Đường chúng ta đi (1960), 15 bài thơ
- Những cánh buồm (1964), 17 bài thơ
- Đầu sóng (1968)
- Trong gió lửa (1971)
- Như đi trong mơ (1977)
- Chiến công tuổi thơ (1983)
- Hương mùa thơ (1984)
- Tiếng thơ không dứt (1989)
- Mời trăng (1992)

### Khác
Hoàng Trung Thông thông thạo ba ngoại ngữ là tiếng Trung, tiếng Pháp và tiếng Anh. Ông là một dịch giả uy tín, từng dịch nhiều tác phẩm thơ cũng như văn xuôi nổi tiếng thế giới. Ông còn là một nhà thư họa tài hoa, bạn bè gần gũi với các họa sĩ: Dương Bích Liên, Nguyễn Sáng, Nguyễn Phan Chánh, Diệp Minh Châu, Huỳnh Văn Gấm, Mai Văn Hiến,...
Thời Chiến tranh Đông Dương, bài thơ "Bao giờ trở lại" (sau này in trong tập Quê hương chiến đấu) của ông được hai nhạc sĩ là Lê Yên và Văn Phụng phổ nhạc thành hai ca khúc riêng biệt. Năm 1950, Lê Yên phổ nhạc và đặt nhan đề ca khúc là "Bộ đội về làng". Năm 1953, bài "Bộ đội về làng" được giải 3 của Giải thưởng Hội Văn nghệ Việt Nam 1951-1952. Năm 1954, Văn Phụng phổ nhạc và đặt nhan đề là "Các anh đi". Nhạc bản "Các anh đi" do nhà xuất bản An Phú ấn hành ngày 9 tháng 12 năm 1954 chỉ đề "Thơ: khuyết danh".

## Vinh danh
Hoàng Trung Thông được đặt tên đường ở thành phố Vinh, Nghệ An, thành phố Đà Nẵng và thành phố Vũng Tàu.
Ngày 22 tháng 4 năm 2013 Dưới sự phối hợp đồng tổ chức của Viện Văn học, Hội Nhà văn Việt Nam và Nhà Xuất bản Văn học, tại Viện Văn học đã tổ chức Tọa đàm khoa học Sự nghiệp văn học Hoàng Trung Thông (Tưởng niệm 20 năm mất nhà thơ Hoàng Trung Thông).. Tọa đàm thu hút nhiều nhà nghiên cứu đến dự và phát biểu ý kiến như GS. Phong Lê,GS Hà Minh Đức, GS Nguyễn Huệ Chi, TS. Lê Thành Nghị, nhà thơ Vũ Quần Phương, nhà phê bình Phạm Xuân Nguyên v.v.

## Giải thưởng
- Huân chương Độc lập hạng Ba;
- Truy tặng Giải thưởng Nhà nước về Văn học Nghệ thuật (đợt 1, năm 2001) với các tập thơ: Quê hương chiến đấu, Mời trắng và Tuyển tập Hoàng Trung Thông
- Năm 2022, được Nhà nước truy tặng Giải thưởng Hồ Chí Minh về văn học - nghệ thuật (đợt 6, năm 2022) với các tập thơ: Đường chúng ta đi, Những cánh buồm, Đầu sóng, Tiếng thơ không dứt.

## Đời tư
Hoàng Trung Thông kết hôn với vợ là bà Hồ Thị Hoa, người cùng làng. Ông bà có năm người con được đặt theo tên các loài hoa: Bích Hồng, Bích Liên, Bích Hà, Hướng Dương, Phượng Vỹ.
Họa sĩ Hoàng Phượng Vỹ, con trai ông, người thông hiểu văn chương nghệ thuật đến mức có biệt danh "Vỹ Google", là họa sĩ tên tuổi của Mỹ thuật Việt Nam đương đại.

## Giai thoại và Nhận định
Thi sĩ Hoàng Trung Thông có tính cách phóng khoáng, hóm hỉnh. Lúc sinh thời, nhà thơ Chế Lan Viên đã mến tặng người bạn thân thiết của mình bài thơ "Gửi Trạng Thông họ Hoàng":
"Ông thì hay say 
Tôi thì quá tỉnh
Mà ông đằm tính
Tôi thì hay gây
Thiên hạ người người yêu ông
Tôi thiên hạ ghét
Gặp tôi người ta lườm nguýt
Nghe ông người ta thông
Thế mà lạ không
Hai đứa thân nhau mãn kiếp".
Và chính Hoàng Trung Thông, người từng giữ cương vị cao trong giới văn hoá văn nghệ, lại cũng dám mổ xẻ mình một cách thẳng băng, nghiêm khắc trong lời nhận định về người bạn thơ: Chế Lan Viên chưa bao giờ khen thơ tôi mà khi viết thường nói thơ tôi phải say hơn nữa. Tôi cố uống rượu để cho say mà thơ tôi vẫn tỉnh như mọi người đều nói